# Textularia
Textularia, en ocasiones erróneamente denominado Textillaria, es un género de foraminífero bentónico de la subfamilia Textulariinae, de la familia Textulariidae, de la superfamilia Textularioidea, del suborden Textulariina y del orden Textulariida. Su especie tipo es Textularia sagittula. Su rango cronoestratigráfico abarca desde el Paleoceno hasta la Actualidad.

## Clasificación
Se han descrito numerosas especies de Textularia. Entre las especies más interesantes o más conocidas destacan:
- Textularia aorangi
- Textularia awamoana
- Textularia barnwelli
- Textularia crater
- Textularia cuneazea
- Textularia cuspis
- Textularia foeda
- Textularia hayi
- Textularia kapitea
- Textularia leuzingeri
- Textularia lythostrota
- Textularia marsdeni
- Textularia ototara
- Textularia pozonensis
- Textularia sagittula
- Textularia semicarinata
- Textularia subantarctica
- Textularia subrhombica
- Textularia walcotti
- Textularia zeaggluta

Un listado completo de las especies descritas en el género Textularia puede verse en el siguiente anexo.
En Textularia se han considerado los siguientes subgéneros:
- Textularia (Bigenerina), aceptado como género Bigenerina
- Textularia (Bolivinella), aceptado como género Bolivinella
- Textularia (Grammostomum), también considerado como género Grammostomum y aceptado como Bolivina
- Textularia (Plecanium), aceptado como género Plecanium